# Sematophyllum pacimoniense
Sematophyllum pacimoniense är en bladmossart som beskrevs av Florschütz-de Waard 1990 [1 Dec. Sematophyllum pacimoniense ingår i släktet Sematophyllum och familjen Sematophyllaceae. Inga underarter finns listade i Catalogue of Life.